# Gławinica (gmina)
Gławinica (bułg. Община Главиница) – gmina w północno-wschodniej Bułgarii, w obwodzie Silistra. Według danych na rok 2010 zamieszkiwało ją 12 445 osób.

## Miejscowości
Miejscowości wchodzące w skład gminy Gławinica:
- Basztino (bułg.: Бащино),
- Bogdanci (bułg.: Богданци),
- Czernogor (bułg.: Черногор),
- Diczewo (bułg.: Дичево),
- Dołno Rjachowo (bułg.: Долно Ряхово),
- Gławinica (bułg.: Главиница) − siedziba gminy,
- Kaługerene (bułg.: Калугерене),
- Kołarowo (bułg.: Коларово),
- Kosara (bułg.: Косара),
- Listec (bułg.: Листец),
- Małyk Presławec (bułg.: Малък Преславец),
- Nożarewo (bułg.: Ножарево),
- Osen (bułg.: Осен),
- Padina (bułg.: Падина),
- Podles (bułg.: Подлес),
- Sokoł (bułg.: Сокол),
- Stefan Karadża (bułg.: Стефан Караджа),
- Suchodoł (bułg.: Суходол),
- Wyłkan (bułg.: Вълкан),
- Zafirowo (bułg.: Зафирово),
- Zarica (bułg.: Зарица),
- Zebił (bułg.: Зебил),
- Zwenimir (bułg.: Звенимир).